# Dowina-Évariste Joyal
Dowina-Évariste Joyal, né le 30 mai 1892 à Drummondville et mort le 18 janvier 1956 à Montréal, est un homme politique québécois, ancien député libéral de la circonscription de Chambly de 1939 à 1948.

## Biographie

### Jeunesse et études
Dowina-Évariste Joyal est né à Drummondville, le 30 mai 1892. Il est le fils d'Émile Joyal, cultivateur, et de Philomène Caron.
Il a étudié à Drummondville, à Saint-François-du-Lac et à l'École Lalime à Saint-Hyacinthe.
Le 12 juin 1916, il épousait, dans la paroisse Saint-Stanislas, Marie Rose-Hectorine Desmarais. Ils eurent neuf enfants: Yvon, Gisèle, Léon, Guy, Gaëtan, Suzanne, Mariette, Yolande et Marthe.

### Carrière
Il fut tour à tour commis à la Banque Molson à Montréal, gérant de la succursale de la Banque de Montréal à Saint-Ours, puis à Saint-Henri à Montréal. Il devint courtier d'assurance et agent d'immeubles et  fut gérant de la South Shore Homes and Land Ltd. pendant 25 ans à MacKayville (maintenant Saint-Hubert).
Il fut membre du conseil de la Municipalité de la paroisse Saint-Antoine de Longueuil de 1923 à 1930.

### Politique
Membre du Parti libéral du Québec, il a été élu député libéral de la province de Québec dans le comté de Chambly en 1939 et en 1944. En 1948, il fut défait par le candidat de l'Union nationale.
Il est mort à Montréal, le 18 janvier 1956, à l'âge de 63 ans. Il est inhumé dans le cimetière de Saint-Lambert.